# Biblical Archaeology Review
Biblical Archaeology Review sau Jurnalul de Arheologie Biblică este o revistă trimestrială denumită uneori BAR, care caută să conecteze studiul academic al arheologiei cu un public larg care caută să înțeleagă lumea Bibliei, Orientul Apropiat și Orientul Mijlociu (Siro-Palestina și Levantul). De la primul său număr din 1975, Biblical Archaeology Review a acoperit cele mai recente descoperiri și controverse din arheologia Israelului, Turciei, Iordaniei și a regiunilor învecinate, precum și cele mai recente perspective academice atât în Biblia Ebraică, cât și în Noul Testament. Revista este publicată de Societatea de Arheologie Biblică non-sectară și de editorul Robert Cargill.
Din înființare în 1975 și până în 2017, redactorul-șef a fost Hershel Shanks . După pensionarea lui Shanks la sfârșitul anului 2017, Robert R. Cargill a fost selectat pentru a fi editorul publicației.
Societatea a publicat, totodată, Bible Review (1985-2005) și Archaeology Odyssey, care au fuzionat cu Biblical Archaeology Review după 2005. Recepție
Potrivit biblistului Jim West, BAR este excesiv de critic la adresa școlii minimaliste de erudiții biblice și critică vânzării de antichități pe site-ul web. Pe de altă parte, West subliniază, totodată, că BAR face o treabă exigentă prin conectarea studiului academic al arheologiei cu un public larg, observând că contribuitorii la publicațiile sale includ adesea cercetători cunoscuți și credibili în domeniile pe care le descriu, cum ar fi David Ussishkin, Ronald Hendel, Kenneth Kitchen și alții, oferind, de asemenea, ilustrații excelente ale artefactelor și siturilor arheologice despre care raportează. 